# Cultus Ferox
Cultus Ferox est un groupe de medieval rock allemand, originaire de Berlin. Ils jouent principalement de la cornemuse médiévale Marktsackpfeife et adaptent la musique traditionnelle dans un style plus moderne. Ils font une tournée en Allemagne, et participent en 2007, au M'era Luna Festival.

## Biographie

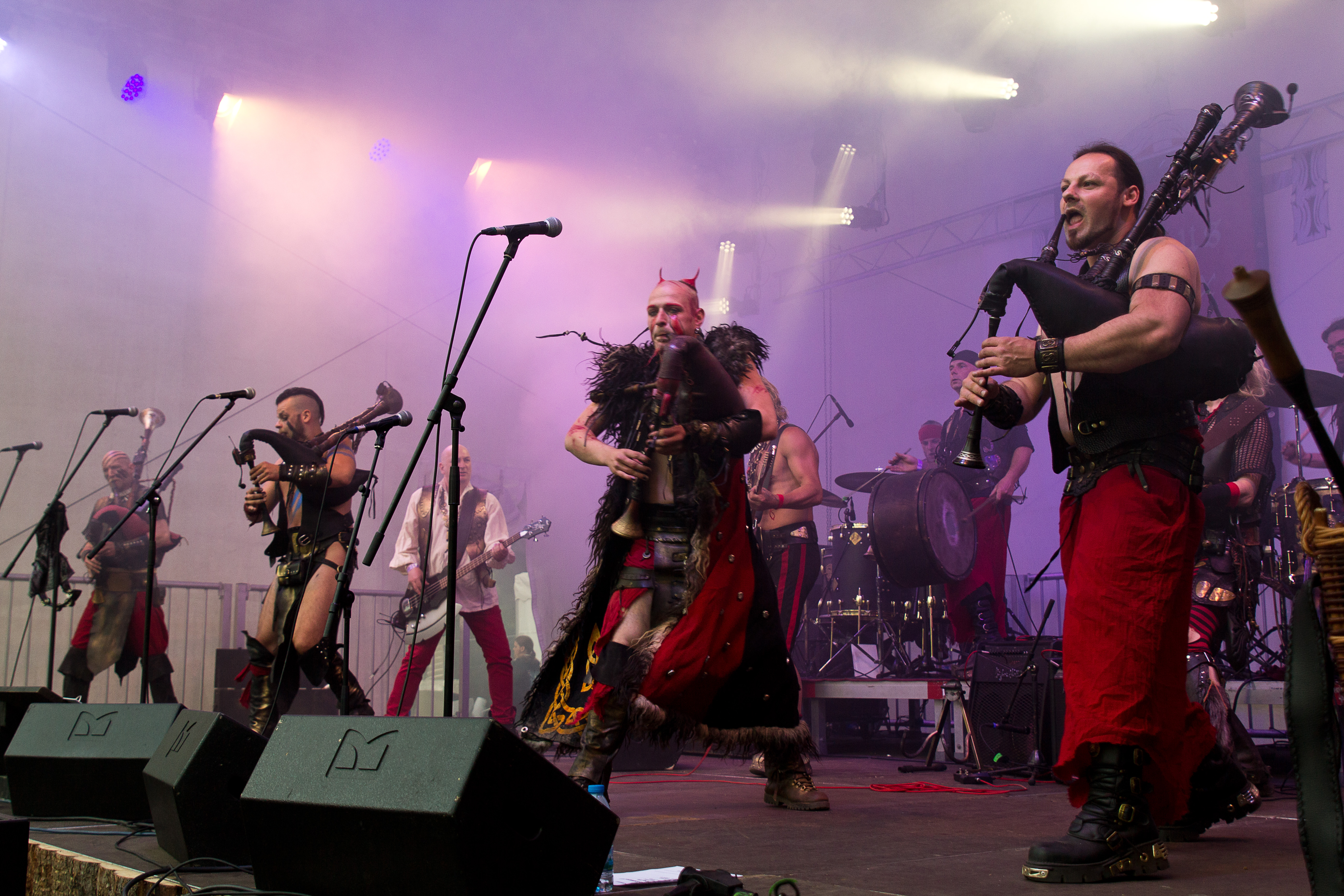
Cultus Ferox, au Wave-Gotik-Treffen de 2016 à Leipzig.

Cultus Ferox est formé à l'hiver 2002. Son nom signifie « mode de vie sauvage » en latin. Leurs chansons sont en partie des ménestrels médiévaux et sont en partie écrites par eux-mêmes. Les membres du groupe ont déjà joué avec Corvus Corax (Brandanarius, Strahli, Donar), Tanzwut (Brandanarius), Fabula Aetatis (Briantanus, Asmon) et Wolgemut (Steffano).
Après un album spécial Noël en 2003, leur premier album studio, Wiederkehr est publié la même année, sur lequel ils jouent presque exclusivement de la musique acoustique et instrumentale. Il est suivi par les EP Flamme des Meeres et Aufbruch. Ces EP expérimentent déjà des influences rock.
En 2004, seulement en tant que musicien invité, PanPeter rejoint officiellement le groupe en janvier 2005. À la fin de 2005, Briantanus et Asmon quittent le groupe. Ils jouent d'abord en tant que musiciens invités avec Cradem Aventure, mais décident en 2006 de faire revivre leur ancien groupe, Fabula Aetatis. Depuis 2006, Cultus Ferox est renforcé par Thomasius (Masius), ancien musicien invité, et Fedja von Hinnen (depuis 2007 sous le nom de El Böslinger).
En mars 2006, l'album Unbeugsam et le DVD Strandgut sont publiés avec des reportages, des vidéos, des extraits de concerts et des infos sur les groupes. Sur l'album Unbeugsam, le groupe est encore bien plus influencé rock. En plus de leurs instruments acoustiques, ils utilisent des guitares électriques, des basses électriques et des tambours dans la plupart des chansons.
Plus tard sortent les albums Beutezug (2013) et Nette Jungs (2015).

## Discographie
- 2003 : Wiederkehr
- 2003 : Weihnachtstänze
- 2003 : Flamme des Meeres
- 2005 : Aufbruch
- 2006 : Fernweh
- 2006 : Unbeugsam
- 2013 : Beutezug
- 2015 : Nette Jungs